# Kho Örlög
Khou Ourlouk, Kho Orlok (mongol bichig : ?
ᠥᠷᠦᠯᠭᠡ Mongol cyrillique : Хо Өрлөг, MNS : Kho Örlög, chinois : 和鄂尔勒克 ; pinyin : hé'è ěrlèkè) est un Khan du clan des Torgut et fondateur du Khanat kalmouk.
Il a pour fille Yum-Agas, qui épouse Erdeni Batur (ou Batur khong tayiji).

En 1616, lorsque les Tchoros repoussés par les Khalkhas, envahissent la Dzoungarie, il dirige les Torguts en direction de la basse Volga, au bord de la Caspienne, où il s'établira en 1632.
En 1639, il soumet, à l'Est de la Caspienne, les Turcomans de la presqu’île de Mangichlak.
En 1634, il transporte les 50 000 tentes de son peuple à Astrakhan.